# Manuel Antón Ferrandiz
Manuel Antón Ferrandiz (Mutxamel, 29 de desembre de 1849 - Cercedilla, Madrid, 4 de setembre de 1929) fou un antropòleg i polític valencià, diputat a les Corts Valencianes durant la restauració borbònica.

## Biografia
Es llicencià en ciències físiques a la Universitat de Madrid el 1876 i es doctorà en ciències naturals el 1888. Treballà com a professor de ciències a un institut de Còrdova i com a professor ajudant a la Universitat. El 1880 realitzà un viatge al Marroc en una expedició científica per a estudiar la seva flora i fauna, i al seu retorn va fer un curs d'antropologia al Museu d'Història Natural de París.
A la tornada de París va crear la secció d'Antropologia del Museu de Ciències Naturals de Madrid; el 1883 fou catedràtic de zoologia a la Universitat de Madrid i el 1885 secretari de la Secció de Ciències Exactes, Físiques i Naturals de l'Ateneo de Madrid. El 1886 va fundar i dirigir la Biblioteca Científica Internacional, per a la qual va traduir La inteligencia animal de George John Romanes, deixeble de Darwin, i el 1893 fou nomenat catedràtic d'antropologia de la Universitat de Madrid. El 1900 va representar Espanya al Congrés d'Antropologia i Arqueologia Prehistòriques de París i fou nomenat mantenidor dels Jocs Florals d'Alacant. El 1910 fou nomenat primer director del Museu Antropològic, ja separat del de Ciències, professor de l'Escola de Criminologia i president de la secció de cultura de la Lliga Africanista. El 1917 va ingressar en la Reial Acadèmia de la Història amb el discurs Los orígenes de la Hominación. Estudio de Prehistoria.
Políticament, participà activament en el Partit Conservador d'Alacant en els enfrontaments entre els diferents dirigents, i fou elegit diputat pel districte de Dénia a les eleccions generals espanyoles de 1891, pel d'Albaida a les de 1896 i pel d'Alacant a les eleccions generals espanyoles de 1907. Durant la seva legislatura es va interessar per la millora de les infraestructures de ferrocarrils i carreteres i pel transvasament d'aigua des del riu Sax (1898), raó per la qual el 1892 fou nomenat fill adoptiu d'Alacant. Va morir d'una gastroenteritis a Madrid.

## Obres
- Fernando Poo y el golfo de Guinea
- Antropología de los pueblos de América anteriores al Descubrimiento (1892)
- Antropología de España
- Razas y tribus de Marruecos (1903)
- Lecciones de Antropología (1893)
- Los orígenes étnicos de las nacionalidades libioibéricas(1910)
- Antropología o Historia natural del hombre. Antropotecnia, Etnogenia y Etnología (1927)
- Afinidades y analogías entre los anfibios y los peces
- Sistema nervioso de los animales vertebrados,
- Los guanches en España
- Las razas oceánicas
- Antropología de los pueblos filipinos